# Jakub Wujek

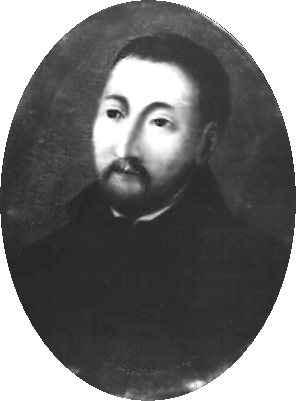
Jakub Wujek, imagen tomada antes de morir

Jakub Wujek (1541 – 27 de abril de 1597), sacerdote jesuita y escritor religioso polaco. Tradujo la Biblia a la  lengua polaca.  
Wujek estudió en la Academia de Cracovia de la Universidad Jagellónica, después en Viena y en el Collegium Romanum. Académico erudito, tenía un excelente dominio de las lenguas griega antigua, latina y hebrea. Su traducción de la Biblia le dio la impronta al estilo polaco bíblico.
Publicó trabajos dogmáticos y tuvo mucha fama con sus colecciones de sermones Postilla catholica (1573-75) y Postilla mniejsza (Postilla menor, 1579-80).